# Танасис Колицидакис
Танасис Колицидакис (грч. Θανάσης Κολιτσιδάκης; Солун, 21. новембар 1966) бивши је грчки фудбалер и фудбалски тренер.

## Каријера
Играо је на позицији одбрамбеног играча. Каријеру је започео 1988. године у редовима Аполона. После шест година проведених у клубу, прелази у атински Панатинаикос средином сезоне 1993/94.
Са Панатинаикосом је освојио два првенства Грчке (1995, 1996) и два пехара у купу (1994, 1995). У сезони 1998/99, вратио се у Аполон где је остао годину дана, а од 1999. до 2005. играо је за ОФИ са Крита.
За репрезентацију Грчке одиграо је 13 утакмица. Дебитовао је у дресу са државним грбом 25. марта 1992. године на пријатељској утакмици против Кипра у Лимасолу. Био је у саставу грчке репрезентације на Светском првенству 1994. године, које је одржано у Сједињеним Државама. Играо је на првом мечу против репрезентације Аргентине.
Након завршетка играчке каријере, посветио се тренерском послу. Предводио је Тимбаки у сезони 2006/07. у четвртом рангу такмичења, а у сезони 2007/08. наставио да ради у клубу Патухас. Тренирао је затим неколико клубова: Каламату, ПАСА и Епископи.
У фебруару 2015. преузео је дужност помоћника тренера у Атромитосу из Атине, а сарађивао је са некадашњим саиграчем у репрезентацији Никосом Ниоплијасом.

## Трофеји
Панатинаикос
- Првенство Грчке: 1994/95, 1995/96.
- Куп Грчке: 1994, 1995.